# SN 1974K
SN 1974K – supernowa odkryta 18 listopada 1974 roku w galaktyce A013100+3219. W momencie odkrycia miała maksymalną jasność 17,50m.